# María Carmen Portela
María Carmen Portela de Sosa (Buenos Aires, 6 ottobre 1898 – 1983) è stata un'incisore e scultrice argentina con cittadinanza uruguaiana.

## Biografia
María Carmen Portela nacque in una famiglia benestante bonaerense e, ancora adolescente, si sposò con Gustavo Caraballo: la coppia ebbe tre figli, ma in seguito i due divorziarono. Ella apprese la scultura da autodidatta e nel 1929 iniziò a lavorare sotto la direzione del suo amico Agustín Riganelli. In seguito studiò l'arte dell'incisione con Alfredo Guido alla scuola superiore di belle arti. Riganelli scolpì un ritratto di marmo che la ritraeva, intitolato La scintilla (La llamarada), e lo presentò come "un nuovo tipo di donna", secondo i suoi ideali anarchici. Riganelli infatti apparteneva a una cerchia anarchica chiamata Gli artisti del popolo (Los Artistas del Pueblo).
Nel 1930 Portela espose tre sculture al Salone nazionale, probabilmente la mostra d'arte più affermata di Buenos Aires. Tra le opere presentate c'era Amparo, un ritratto sintetico del suo amico Amparo Mom, una figura importante nei circoli anarchici e socialisti degli anni 1930, per il quale ottenne una menzione onorevole. Nel 1935 ella espose l'opera Figura per uno stagno (Figura para un estanque), che si aggiudicò il secondo premio nazionale di scultura: era la prima donna dopo Hilda Ainscough (che era arrivata al terzo posto nel 1931) che giungeva sul podio di questo premio.
Nel 1939 ricevette da parte della commissione nazionale della cultura una borsa di studio per studiare la scultura e l'incisione in Europa, ma non poté usufruirne a causa dello scoppio della seconda guerra mondiale. A partire dal 1944 si stabilì a Montevideo, la capitale dell'Uruguay, ottenendo la cittadinanza. Portela si sposò con il pedagogo e scrittore uruguagio Jesualdo Sosa, con il quale visse a Cuba, dove partecipò alla campagna di alfabetizzazione durante la rivoluzione castrista. Nell'incisione si specializzò nella tecnica della puntasecca, mentre a livello scultoreo spiccano i suoi ritratti, come quelli di Fidel Castro realizzati durante il suo soggiorno cubano (di uno esiste anche uno schizzo su carta). Fu la maestra di artisti come Carmen Garayalde e fu anche un'amica di Annamaria Heinrich, uno dei pilastri della fotografia argentina novecentesca.

## Opere
Le sue opere scultoree possono trovarsi in delle piazze pubbliche in Argentina e in Uruguay, come pure nel museo nazionale e provinciale di belle arti di Buenos Aires, nel museo nazionale e provinciale di Montevideo e nei musei provinciali argentini nelle provincie di Córdoba, Catamarca e Mendoza e nella città di La Plata. Allo stesso modo, delle sue opere si trovano anche nel museo nazionale di Praga, nel museo nazionale d'arte di Bucarest e nel museo d'arte di Pechino.
La sua scultura Transito (Tránsito) è considerata il suo capolavoro e fu la prima opera di una donna artista a essere esposta in uno spazio pubblico di Montevideo (per la precisione nel quartiere Carrasco, nella Calle Divina Comedia). Un'altra scultura celebre è la Figura di un'atleta (Figura de una atleta), un nudo androgino ritraente l'atleta argentina Olga Tassi, che affascinò i critici.